# Aljona Wassiljewna Starodubzewa
Aljona Wassiljewna Starodubzewa (russisch Алёна Васильевна Стародубцева; * 14. März 1985) ist eine russische Ringerin. Sie wurde 2009 Vize-Europameisterin in der Gewichtsklasse bis 72 kg Körpergewicht.

## Werdegang
Aljona Starodubzewa begann als Jugendliche 1996 mit dem Ringen. Sie startet für den Sportclub Wiktor Krasnojarsk. Trainiert wurde sie bisher hauptsächlich von Alexei Petrowitsch und Wiktor Raikow. Bei einer Größe von 1,73 Metern geht sie in der Gewichtsklasse bis 72 kg Körpergewicht, also in der schwersten Gewichtsklasse im Damenringen, an den Start. Sie ist Sportlehrerin.
Sie wurde mehrfache russische Juniorenmeisterin und begann ihre internationale Karriere im Jahre 2001 mit einem 2. Platz bei der Junioren-Europameisterschaft (Cadets) in Izmir. 2002 kam sie bei der Junioren-Europameisterschaft (Cadets) in Albena/Bulgarien auf den 3. Platz. 2004 wurde sie dann in Sofia Junioren-Europameisterin vor Darja Ibragimowa aus der Ukraine und Marina Gastl aus Österreich. In ihrem letzten Juniorenjahr 2005 gewann sie bei den internationalen Meisterschaften noch einmal zwei Medaillen. Bei der Junioren-Weltmeisterschaft in Vilnius kam sie hinter der US-Amerikanerin Ali Sue Bernard auf den 2. Platz und bei der Junioren-Europameisterschaft dieses Jahres in Wrocław wurde sie hinter Marina Gastl und Kristin Büttner aus Deutschland Dritte.
Bei den Damen benötigte Aljona Starodubzewa einige Zeit, um sich zu etablieren. Dabei gelang es ihr in Russland bisher nicht die Nr. 1 in ihrer Gewichtsklasse zu werden. In Jelena Perepelkina, Jekaterina Bukina und seit 2011 auch in Natalja Worobjewa hat sie dort Gegnerinnen, die sie kaum besiegen kann. Bei den russischen Meisterschaften belegte sie in den Jahren 2007 bis 2011 immer Medaillenplätze, konnte aber nie Meisterin werden. 2012 gewann sie bei dieser Meisterschaft keine Medaille mehr. Sie wird deshalb kaum mehr eine Möglichkeit haben, sich noch für die Olympischen Spiele in London zu qualifizieren.
Im Jahre 2008 wurde Aljona Starodubzewa vom russischen Ringerverband bei der Weltmeisterschaft in Tokio eingesetzt. Sie siegte dort über Laure Ali Annabel aus Kamerun und Jaresmit Weffer aus Venezuela und unterlag gegen Stanka Slatewa aus Bulgarien und im Kampf um eine WM-Bronzemedaille auch gegen Ohenewa Akuffo aus Kanada und beendete diese Meisterschaft auf dem 5. Platz.
Nachdem sie im Januar 2009 beim renommierten "Iwan-Yarigin"-Memorial in Krasnojarsk Turniersiegerin wurde und dabei im Endkampf die mehrfache Weltmeisterin Stanka Slatewa schulterte, wurde sie auch bei der Europameisterschaft dieses Jahres in Vilnius eingesetzt. Sie siegte dort über Marina Gastl, Darja Iwanowa, Aserbaidschan und Swetlana Sajenko aus der Ukraine. Im Endkampf verlor sie gegen Stanka Slatewa nach Punkten und wurde damit Vize-Europameisterin.
Danach kam sie zu keinem Einsatz bei internationalen Meisterschaften mehr.

## Internationale Erfolge
| Jahr | Platz | Wettbewerb                               | Gewichtsklasse | Ergebnisse |
| 2001 | 2.    | Junioren-EM (Cadets) in Izmir            | bis 70 kg      | hinter Alena Eiglova, Tschechien und vor Marina Gastl, Österreich                                                                                                 |
| 2002 | 2.    | Großer Preis von Deutschland in Dormagen | bis 72 kg      | hinter Swetlana Martynenko, Russland, vor Inga Cecilia Alenius, Schweden                                                                                          |
| 2002 | 3.    | Junioren-EM (Cadets) in Albena/Bulgarien | bis 70 kg      | hinter Marina Gastl und Nina Sklenkova, Tschechien |
| 2002 | 7.    | Welt-Cup in Kairo                        | bis 72 kg      | Siegerin: Kyoko Hamaguchi, Japan vor Ohenewa Akuffo, Kanada |
| 2003 | 4.    | Junioren-WM in Istanbul                  | bis 72 kg      | nach Siegen über Carita Steenberg, Schweden, Juanita Russel, USA und Marina Gastl und Niederlagen gegen Li Yanfang, Volksrepublik China und Anna Wawrzycka, Polen |
| 2004 | 2.    | Klippan-Lady-Open                        | bis 72 kg      | hinter Christine Nordhagen, Kanada, vor Catherine Downing, Kanada                                                                                                 |
| 2004 | 1.    | Junioren-EM in Sofia                     | bis 72 kg      | vor Darja Ibragima, Ukraine und Marina Gastl |
| 2004 | 4.    | Welt-Cup in Tokio                        | bis 72 kg      | hinter Kyoko Hamaguchi, Ohenewa Akuffo und Ma Bailing, China |
| 2005 | 3.    | "Iwan-Yarigin"-Memorial in Krasnojarsk   | bis 72 kg      | hinter Anita Schätzle, Deutschland und Swetlana Sajenko |
| 2005 | 2.    | "Trofeo Milone" in Mailand               | bis 72 kg      | hinter Ohenewa Akuffo, vor Swetlana Martinenko |
| 2005 | 2.    | Junioren-WM in Vilnius                   | bis 72 kg      | nach Siegen über Ürküs Berber, Türkei, Olga Dmuchowska, Ukraine und Marina Gastl und einer Niederlage gegen Ali Sue Bernard, USA                                  |
| 2005 | 3.    | Junioren-EM in Wrocław                   | bis 72 kg      | hinter Marina Gastl und Kristin Büttner, Deutschland |
| 2006 | 5.    | Welt-Cup in Nagoya                       | bis 72 kg      | hinter Ohenewa Akuffo, Kyoko Hamaguchi, Kristie Marano (Davis), USA und Swetlana Sajenko                                                                          |
| 2007 | 1.    | Klippan-Lady-Open                        | bis 72 kg      | vor Jenny Fransson, Schweden und Marina Gastl |
| 2008 | 5.    | Klippan-Lady-Open                        | bis 72 kg      | hinter Stanka Slatewa, Bulgarien, Maider Unda Gonzales de Audicana, Spanien, Anna Wawrzycka und Agnieszka Wieszczek-Kordus, beide Polen                           |
| 2008 | 2.    | Golden-Grand-Prix in Baku                | bis 72 kg      | hinter Stanka Slatewa, vor Otschirbatyn Burmaa, Mongolei und Sumrud Gurbanhadschijewa, Aserbaidschan                                                              |
| 2008 | 5.    | WM in Tokio                              | bis 72 kg      | nach Siegen über Laure Ali Annabel, Kamerun und Jaresmit Weffer, Venezuela und Niederlagen gegen Stanka Slatewa und Ohenewa Akuffo                                |
| 2009 | 1.    | "Iwan-Yarigin"-Memorial in Krasnojarsk   | bis 72 kg      | vor Stanka Slatewa, Jelena Perepelkina, Russland und Christina Winizina, beide Russland                                                                           |
| 2009 | 1.    | Klippan-Lady-Open                        | bis 72 kg      | vor Emma Weberg, Schweden, Iris Smith, USA und Marina Gastl |
| 2009 | 2.    | EM in Vilnius                            | bis 72 kg      | nach Siegen über Marina Gastl, Darja Iwanowa, Aserbaidschan und Swetlana Sajenko und einer Niederlage gegen Stanka Slatewa                                        |
| 2009 | 14.   | Großer Preis von Deutschland in Dormagen | bis 72 kg      | Siegerin: Jekaterina Bukina, Russland vor Natalja Worobjewa, Russland und Jenny Fransson                                                                          |
| 2009 | 5.    | Golden-Grand-Prix in Baku                | bis 72 kg      | hinter Stanka Slatewa, vor Jenny Fransson, Güzäl Mänürowa, Russland und Ohenewa Akuffo                                                                            |
| 2009 | 10.   | Poland-Open in Warschau                  | bis 72 kg      | Siegerin: Stanka Slatewa vor Jekaterina Bukina, Güzäl Mänürowa und Ali Sue Bernard                                                                                |
| 2010 | 5.    | Golden-Grand-Prix in Baku                | bis 72 kg      | hinter Stanka Slatewa, Güzäl Mänürowa, Kasachstan, Laure Ali Annabel und Jenny Fransson                                                                           |
| 2011 | 2.    | Golden-Grand-Prix in Krasnojarsk         | bis 72 kg      | hinter Jelena Perepelkina, vor Kateryna Burmistrowa, Ukraine und Natalja Worobjewa                                                                                |
| 2011 | 3.    | Golden-Grand-Prix in Baku                | bis 72 kg      | hinter Stanka Slatewa und Natalja Worobjewa, vor Hiroe Suzuki, Japan                                                                                              |
| 2012 | 3.    | Golden-Grand-Prix in Krasnojarsk         | bis 72 kg      | hinter Stanka Slatewa und Otschirbatyn Burmaa |
| 2012 | 5.    | Golden-Grand-Prix in Klippan             | bis 72 kg      | hinter Natalja Worobjewa, Maider Unda Gonzales de Audicana, Sheherazade Bentorki, Frankreich und Jenny Fransson                                                   |
| 2017 | 3.    | Klippan-Lady-Open                        | bis 75 kg      | hinter Justina di Stasio und Erica Wiebe, beide Kanada, gemeinsam mit Epp Mäe, Estland, vor Yasuha Matsuyuki, Japan                                               |

## Russische Meisterschaften
| Jahr | Platz | Gewichtsklasse | Ergebnisse                                                                           |
| 2007 | 3.    | bis 72 kg      |                                                                                      |
| 2008 | 2.    | bis 72 kg      | hinter Jelena Perepelkina                                                            |
| 2009 | 3.    | bis 72 kg      | hinter Jelena Perepelkina und Jekaterina Bukina                                      |
| 2010 | 2.    | bis 72 kg      | hinter Jekaterina Bukina                                                             |
| 2011 | 3.    | bis 72 kg      | hinter Jekaterina Bukina und Jelena Perepelkina                                      |
| 2012 | 5.    | bis 72 kg      | hinter Natalja Worobjewa, Jekaterina Bukina, Jelena Perepelkina und Wiktorija Frolow |

## Erläuterungen
- alle Wettbewerbe im freien Stil
- WM = Weltmeisterschaft, EM = Europameisterschaft